# Нес (Геренвен)
Нес (нід. Nes) — село в нідерландській провінції Фрисландія. Входить до муніципалітету Геренвен.
Його площа становить 8,42км², а населення станом на 2014 рік складало 1 100 осіб.

## Галерея

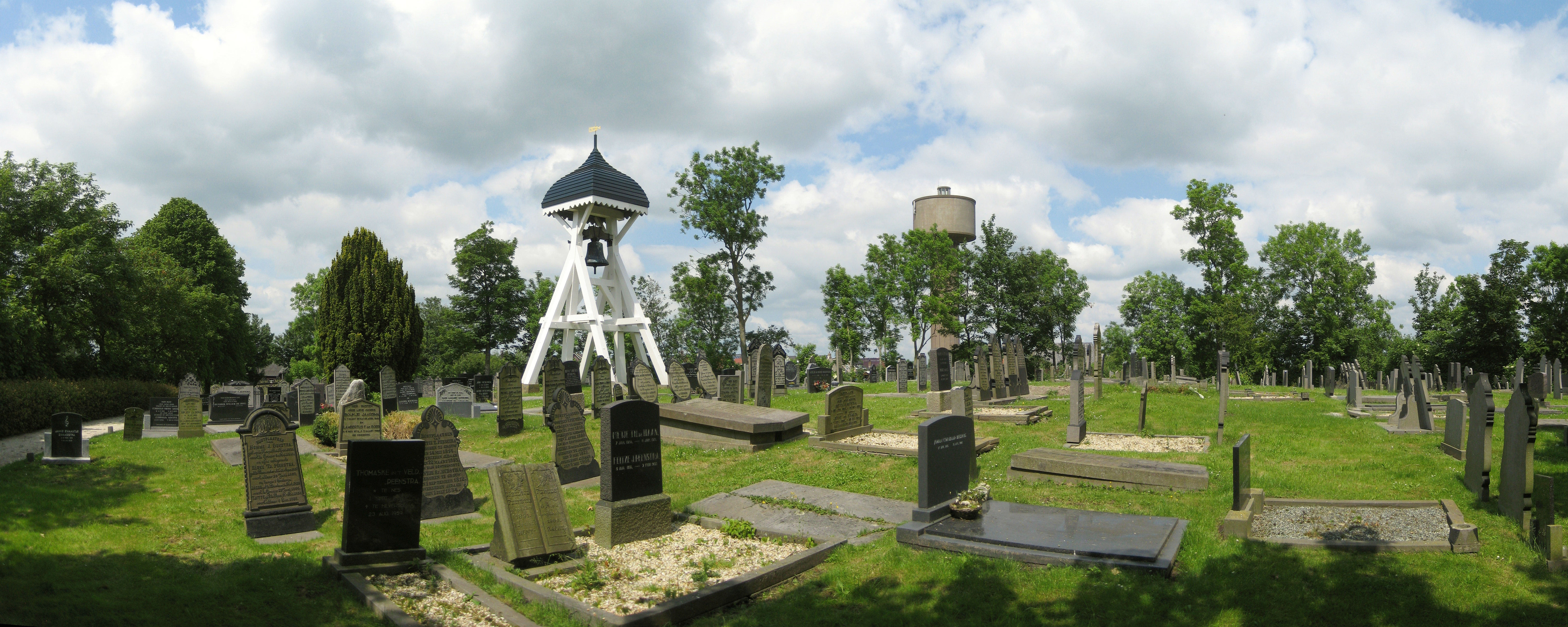
Цвинтар у Несі